# Église Saint-Pierre de Tour-en-Bessin
Pour les articles homonymes, voir Église Saint-Pierre.
L'église Saint-Pierre de Tour-en-Bessin est un édifice catholique, qui se dresse sur le territoire de la commune française de Tour-en-Bessin, dans le département du Calvados, en région Normandie.
L'église est classée aux monuments historiques.

## Localisation
L'église Saint-Pierre est située sur la commune de Tour-en-Bessin, dans le département français du Calvados.

## Historique
Au XIe siècle Odon de Conteville, demi frère de Guillaume le Conquérant, fait don de l'église de Tour-en-Bessin, avec ses biens et ses dîmes, au prieuré de Saint-Vigor . Mais l'évêque de Bayeux garde le droit de nommer le curé de son choix pour cette église, ce qui engendre des conflits avec les prieurs de Saint-Vigor. Au XVIe siècle François de Sérocourt, seigneur de Tour, revendique lui aussi le droit de nommer à la cure. A la même époque les guerres de religion font rage et les Calvinistes endommagent gravement le bâtiment. L'église, qui avait auparavant bénéficié de nombreuses donations, peut-être à l'origine de la richesse de sa décoration, menace de tomber en ruines. Il faut attendre la deuxième partie du XVIIIe siècle pour que la toiture et la tour soient réparées. En même temps les bas-côtés sont abattus. Les vides béant entre les arcades sont comblés et des fenêtres rondes sont ouvertes dans les nouveaux murs. Les décors du XIIe siècle sont abondamment restaurés au XIXe siècle.

## Description

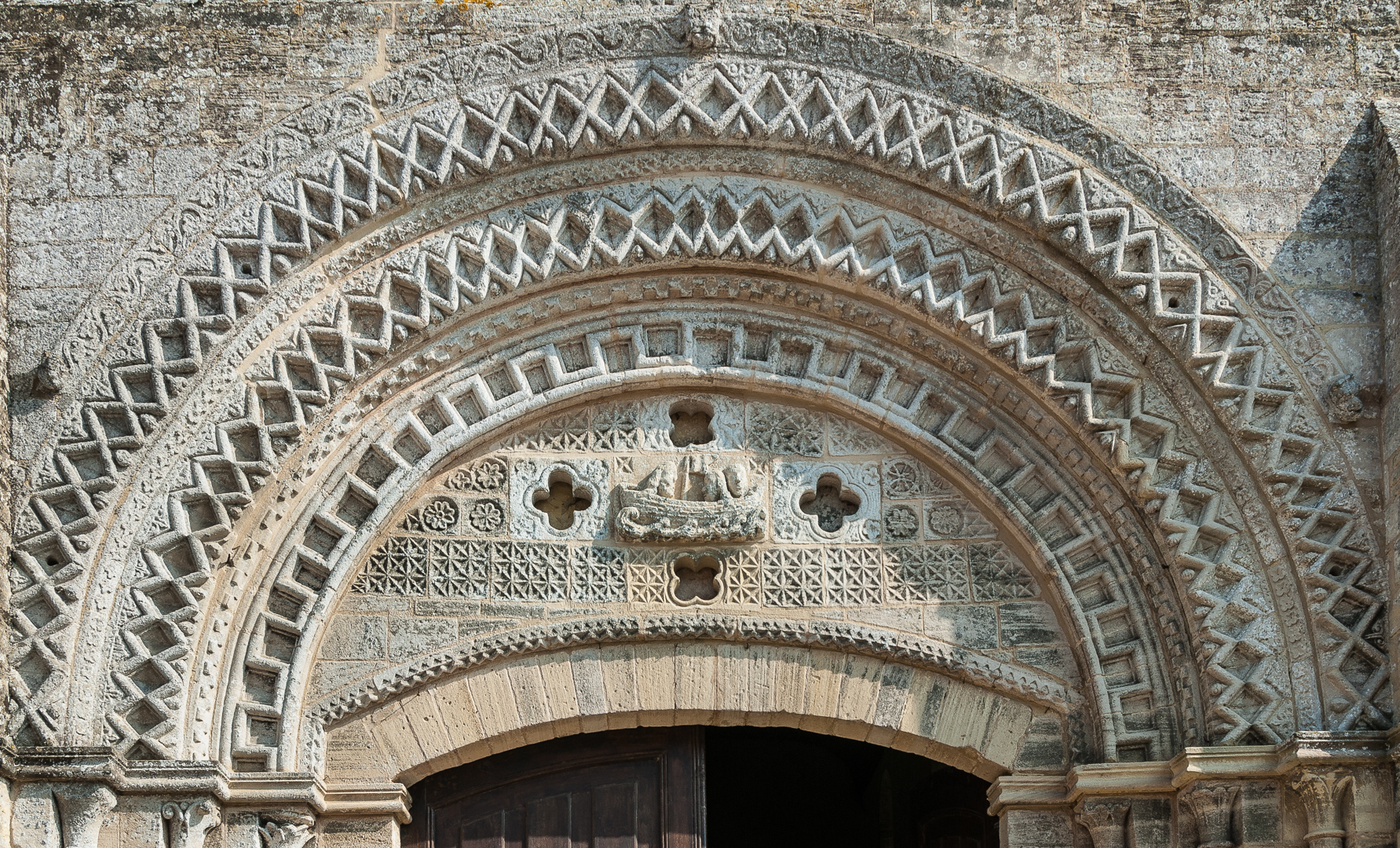
La porte occidentale.

### La façade occidentale
Le portail principal s'ouvre à l'ouest dans le pignon de la nef. Il se distingue par la richesse de son ornementation. Au-dessus de l'arc surbaissé de la porte, une sculpture représentant trois personnages à bord d'un bateau orne le milieu du tympan. Quatre motifs de quadrilobes en creux forment une croix autour du bateau. Des rangs de fleurs et d'étoiles à quatre branches les entourent. Un mince cordon de dents de scie et de bâtons brisés souligne le tympan en forme de croissant.
La voussure est composée de trois rouleaux en ressauts ornés de frettes crénelées, de billettes, de bâtons brisés formant des losanges, et des petits quadrilobes. Le milieu et les extrémités du rouleau d'archivolte sont décorés d'une tête humaine.

### La Nef
La nef romane a été construite au XIIe siècle. Elle comporte quatre travées. De grandes ouvertures rondes sont pratiquées entre les arcades en plein cintre encore visibles dans les murs latéraux. Elles sont jugées disgracieuses par plusieurs commentateurs des XIXe et XXe siècles,. Au-dessus des grands oculus, d'étroites fenêtres en plein cintre contribuent à éclairer la nef.

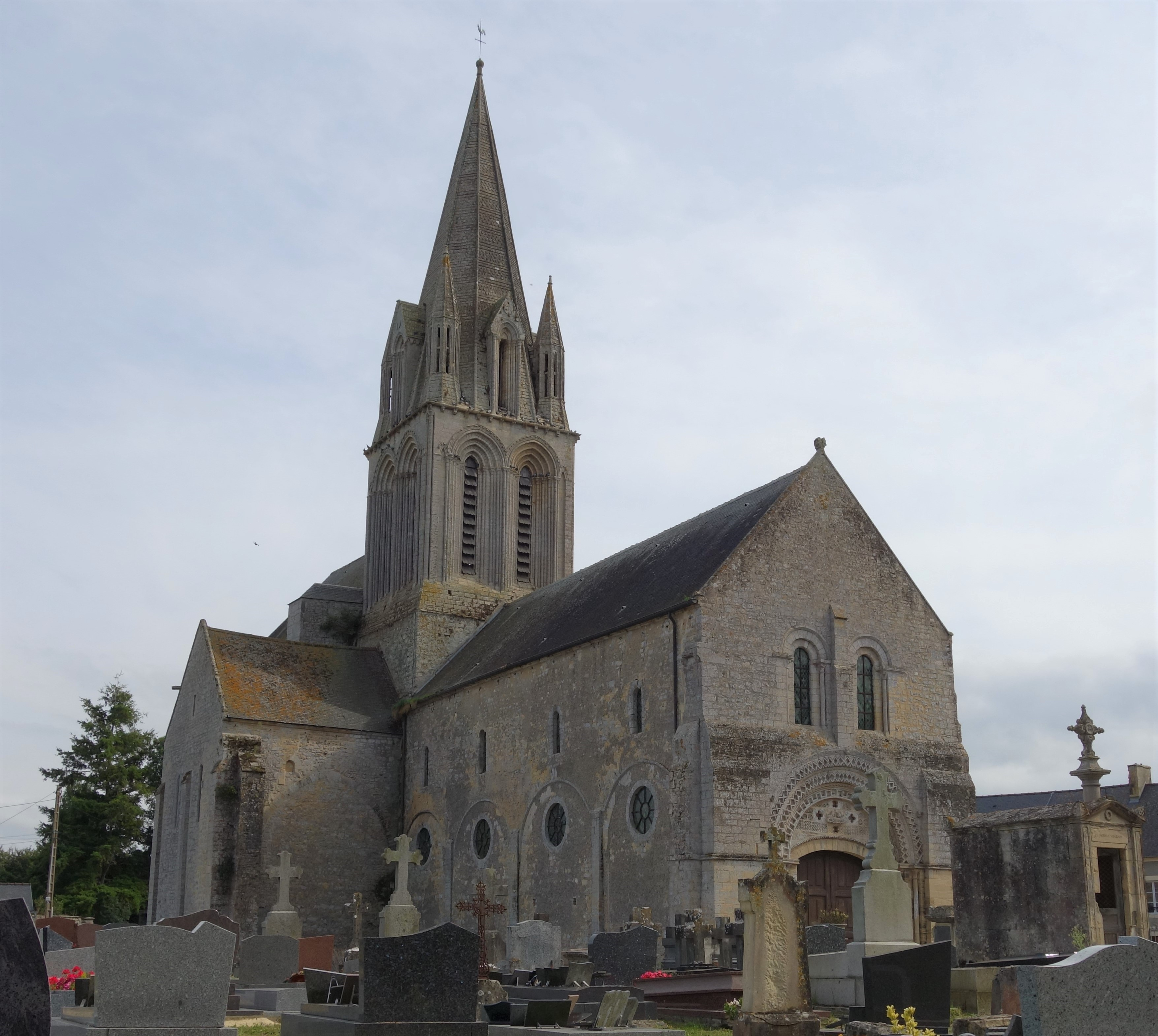
Vue du nord-ouest

### La tour
La tour  du début du XIIIe siècle s'élève entre la nef et le chœur. Deux hautes baies géminées en arc brisé s'ouvrent dans chacune des quatre faces. L'étage quadrangulaire  est couronné par une corniche ornée de modillons. La flèche octogonale en pierre porte quatre clochetons percés de fines et hautes  ouvertures. Les quatre autres pans de la flèche sont éclairés par de grandes lucarnes à fronton triangulaire. Cette tour et sa flèche sont très semblables à celles de la cathédrale de Bayeux et à nombre d'autres clochers des XIIIe et XIVe siècles
.

### Le transept
Le transept date de la fin du XIIe siècle. Les bras sont éclairés par des fenêtres étroites en plein-cintre. Une porte ouverte dans le bras sud sous un petit appentis du côté de la nef est utilisée le plus couramment pour accéder dans l'église. Le bras nord est flanqué, du côté du chœur, d'un gros contrefort qui renferme un escalier conduisant à la galerie du chœur. Un second escalier se cache dans le pilier sud-ouest de la croisée. Les deux croisillons sont couverts de voûtes d'ogives sexpartites. Les chapiteaux portent la marque du XIIe siècle avec leurs godrons perlés ou non. La chaire du XVIIIe siècle est placée côté nord est de la croisée, près des marches qui mènent au chœur.

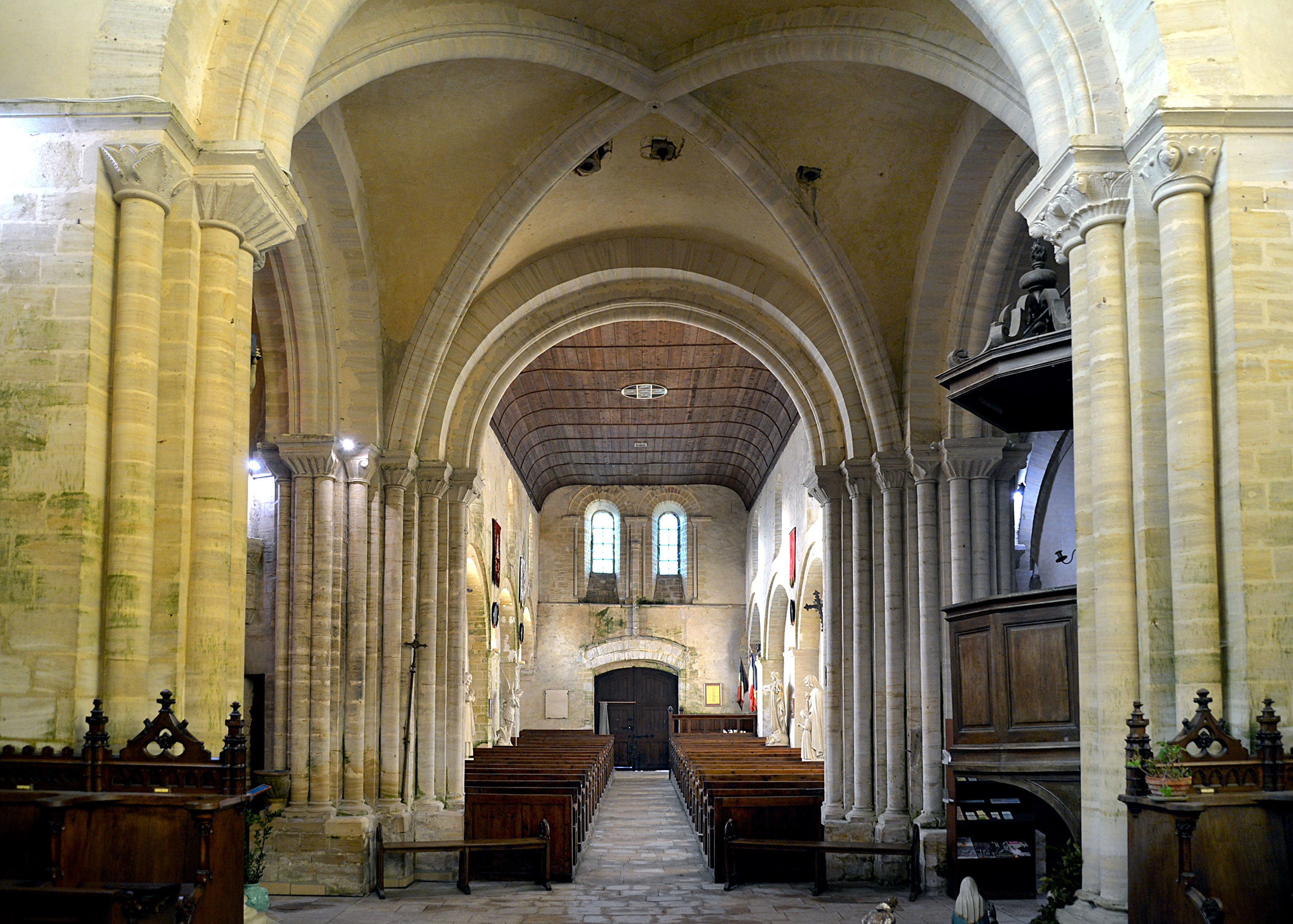
Croisée du transept et nef vus du chœur
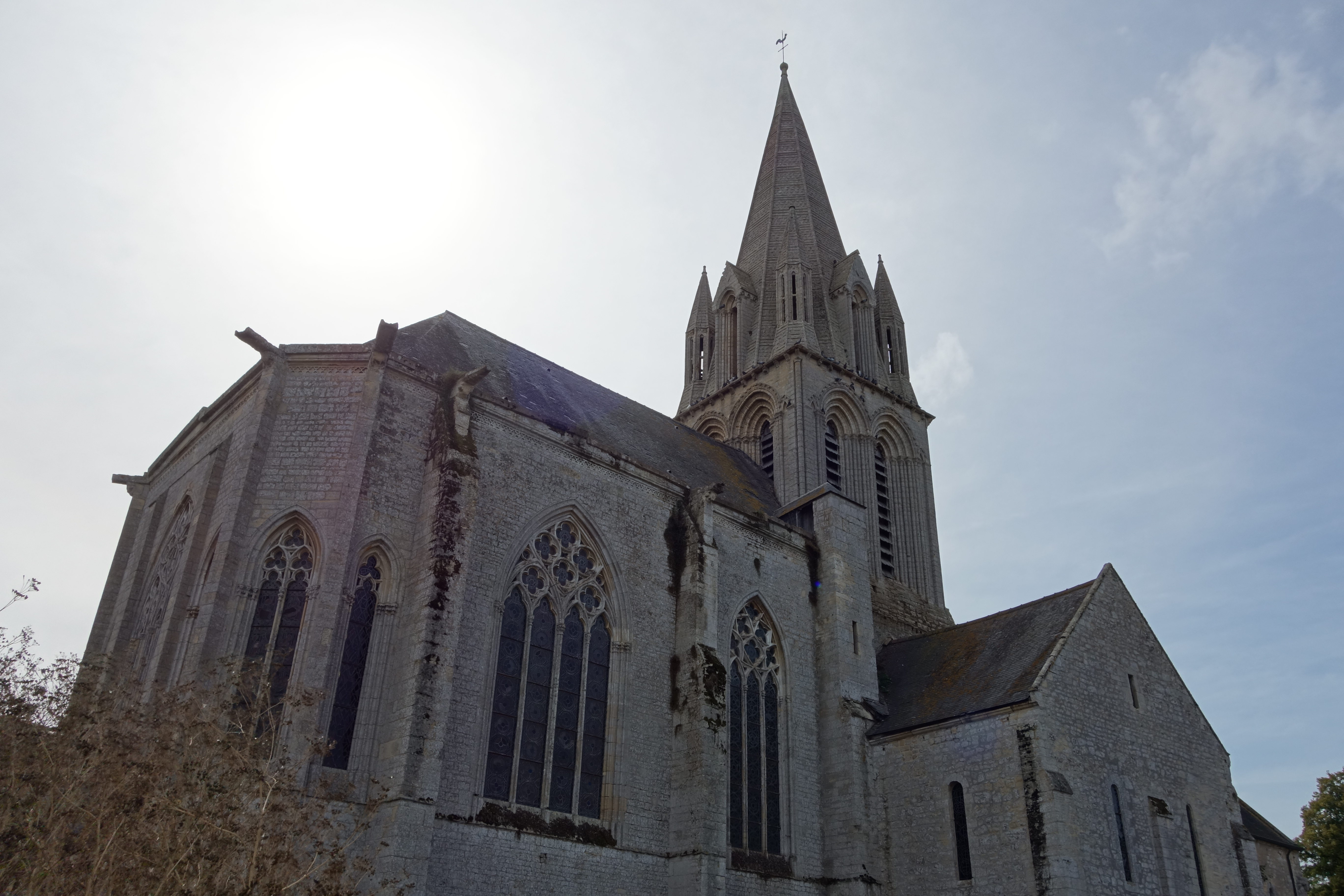
Chevet, tourelle d'escalier, clocher et bras nord du transept
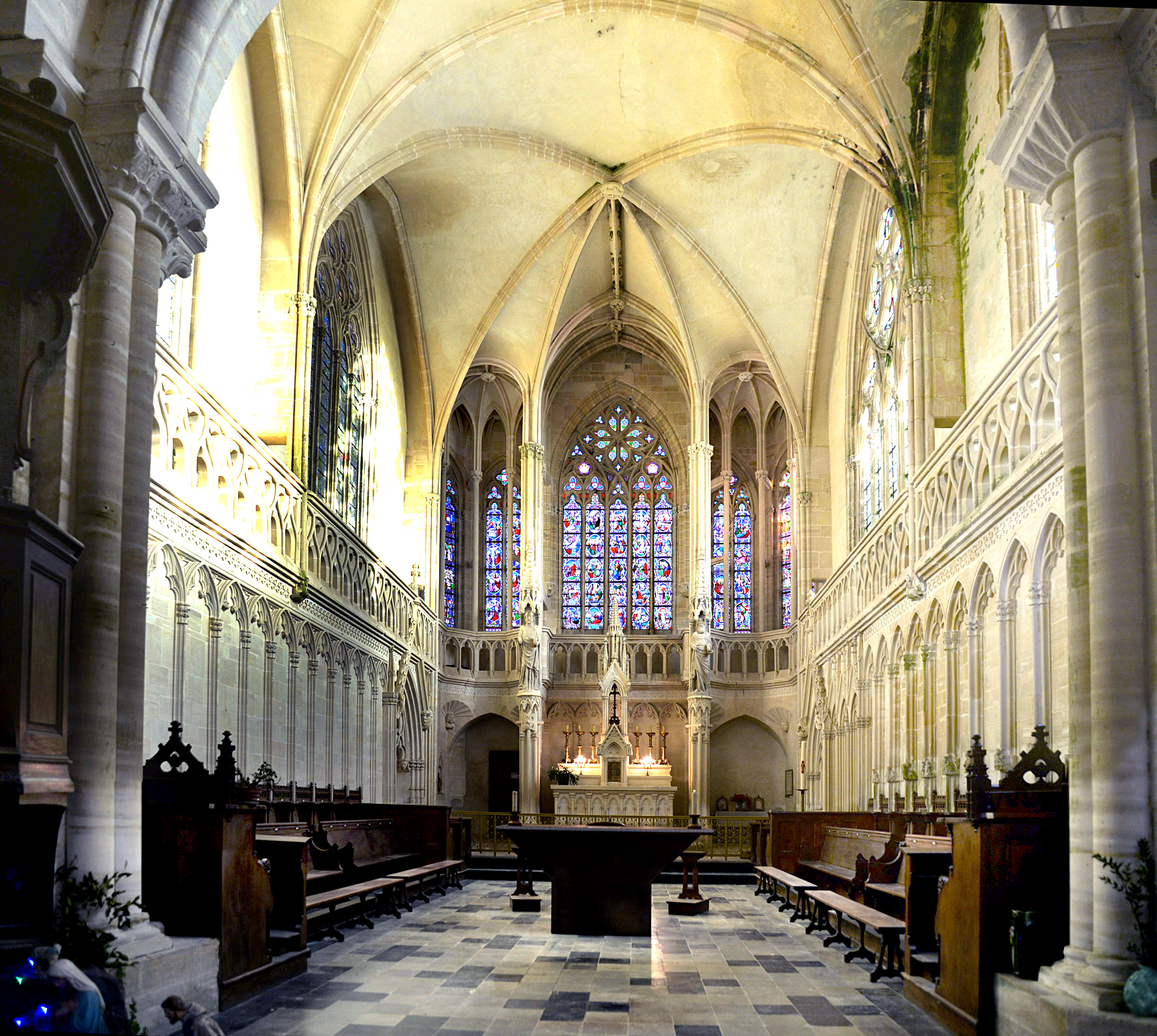
Chœur vu du transept
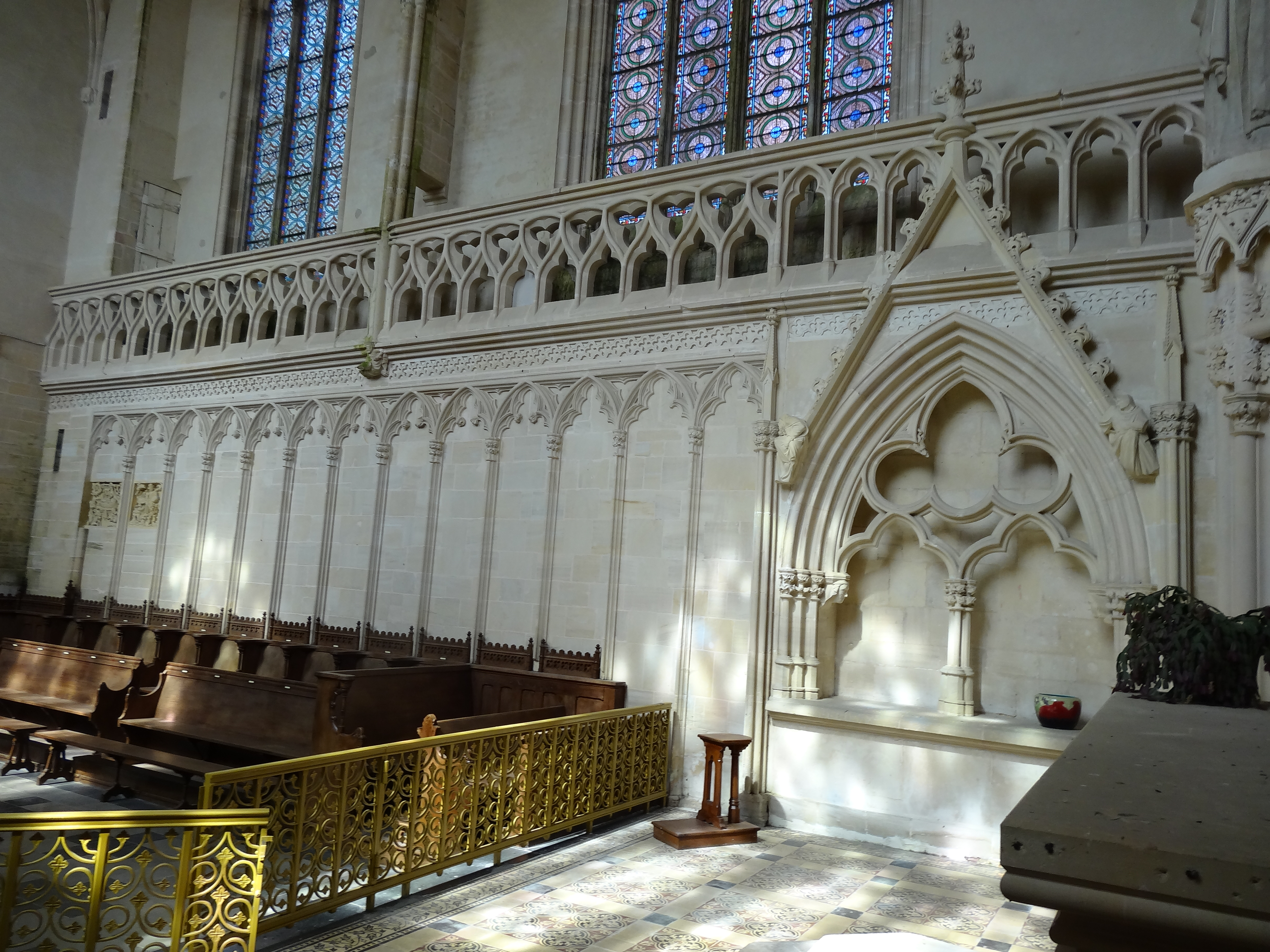
Mur nord du chœur,porte de l'escalier sur la galerie à gauche

### Le chœur
Le chœur du XIVe siècle comporte deux travées. Il est percé de fenêtres en arc-brisé de dimensions inégales.
Côté sud, la petite porte en arc brisé condamnée, visible à l'extérieur, donnait accès à la première travée du chœur. Ses quatre rouleaux en ressaut sont portés par de minces colonnettes aux chapiteaux ornés d'un double rang de feuilles frisées. Des roses et des choux frisés animent le tympan sous une arcature trilobée. Entre deux pinacles un gâble à fleuron couronne la baie.
Les angles du mur oriental sont rabattus par des pans coupés, donnant au chevet une forme pentagonale. Chacun des deux recoins ainsi formés loge une petite chapelle.

#### L'intérieur
Une galerie de circulation court autour du chœur. Elle est accessible par l'escalier contenu dans la tourelle située entre le chevet et le bras nord du transept. Le maître autel est situé sous la fenêtre centrale à remplage rayonnant, entre deux piliers qui soutiennent les statues de Saint-Pierre et Saint-Paul. De chaque côté, formée grâce aux pans coupés du chevet, une absidiole est éclairée par trois lancettes. Des trompes décorées de têtes humaines permettent de rattraper les pans coupés.
La complexité de l'architecture contribue à rehausser la richesse du décor
Le bas des murs latéraux est couvert d'arcatures trilobées à redents dont certains sont ornés de petites figures humaines. Une frise de Quatre-feuilles court sous la balustrade de la galerie de circulation ajourée d'arcatures à Trilobes. Les deux Crédences qui contiennent les lavabos sont ornées d'arcatures ajourées agrémentées de sculptures et sont couronnées par des gables fleuronnés.
Deux grands bas-reliefs antérieurs au XIVe siècle sont encastrés dans le mur nord. L'un représente l'enfer, l'autre le paradis.
Côté sud, douze sculptures de pierre en haut-relief illustrent les travaux des champs et occupations diverses suivant les mois de l'année. Entre la crédence et les stalles en  bois, trois niches coiffées de gables fleuronnés renferment des sédilia, sièges de différentes hauteurs réservés au prêtre et ses deux diacres.

## Protection aux monuments historiques
L'église est classée au titre des monuments historiques par liste de 1840.